# جون لازاروس
جون لازاروس هو كاتب مسرحي كندي، ولد في 1947.